# جائزة أفضل لاعب في الدوري البرتغالي

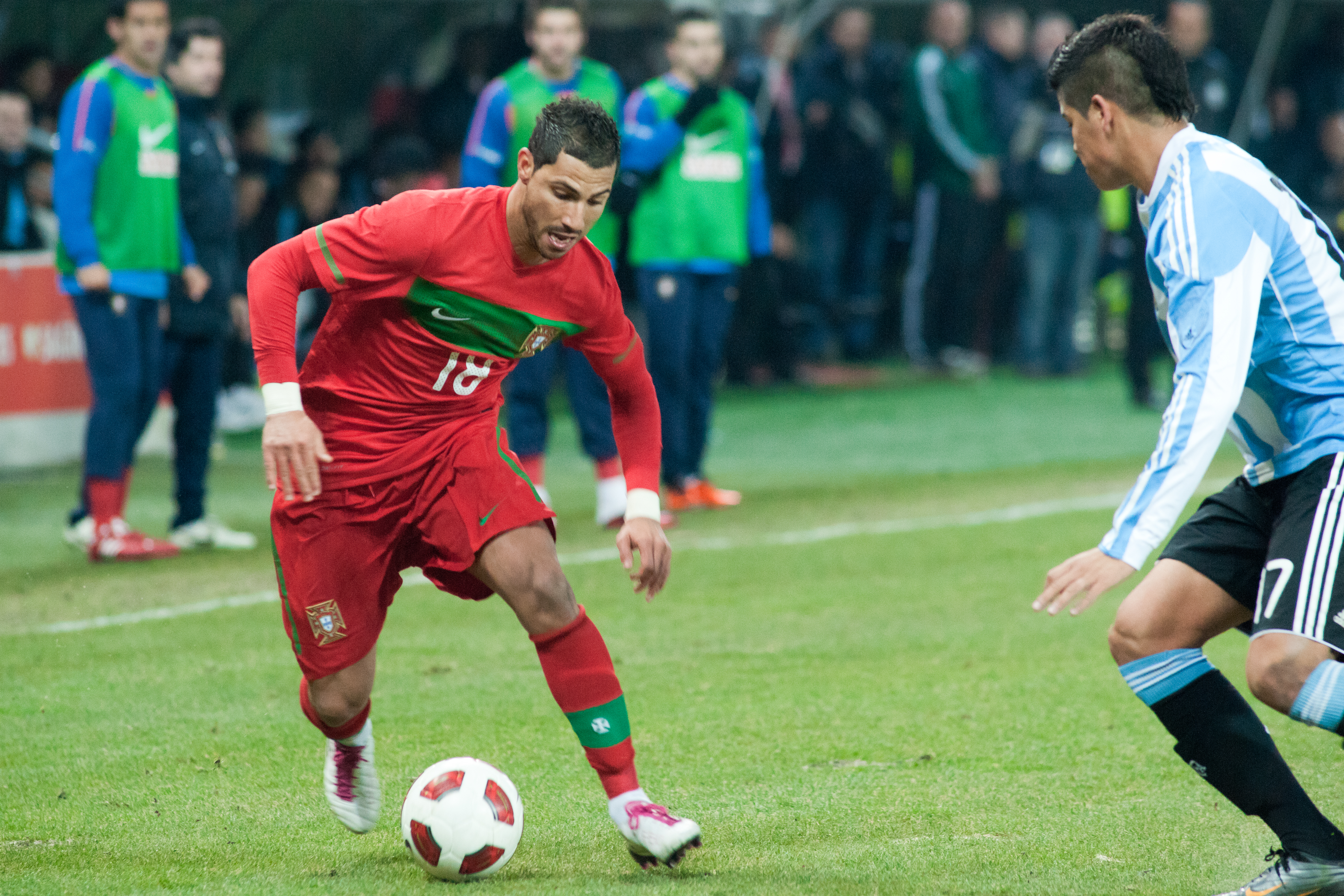
ريكاردو كواريسما أول لاعب يفوز بالجائزة.

جائزة أفضل لاعب في الدوري البرتغالي (بالبرتغالية: Futebolista do Ano da Primeira Liga‏) هي جائزة كرة قدم سنوية تُمنح لأفضل لاعب في الدوري البرتغالي الممتاز. بين عامي 2006–2010 تم اختيار الفائزين عن طريق التصويت بين أعضاء نادي الصحافة الوطني الرياضي فقط. منذ عام 2011، بفضل اتفاقيات الرعاية الجديدة أصبحت جميع الجوائز المتعلقة بكرة القدم تنتمي إلى الدوري البرتغالي لكرة القدم للمحترفين وما يرتبط بها.

## قائمة الفائزون

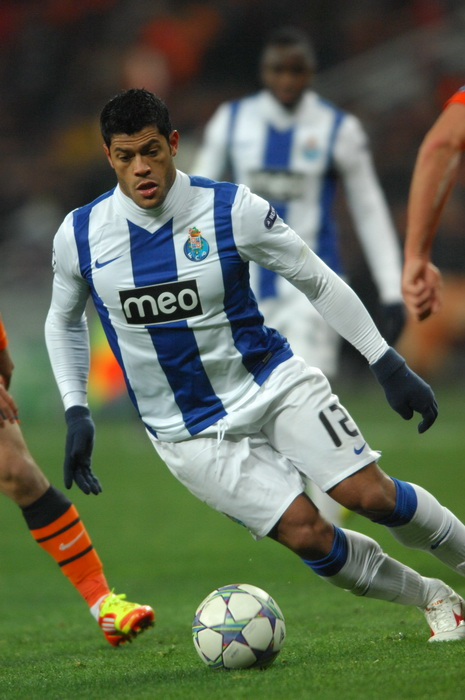
هالك أول لاعب يفوز بالجائزة مرتين.

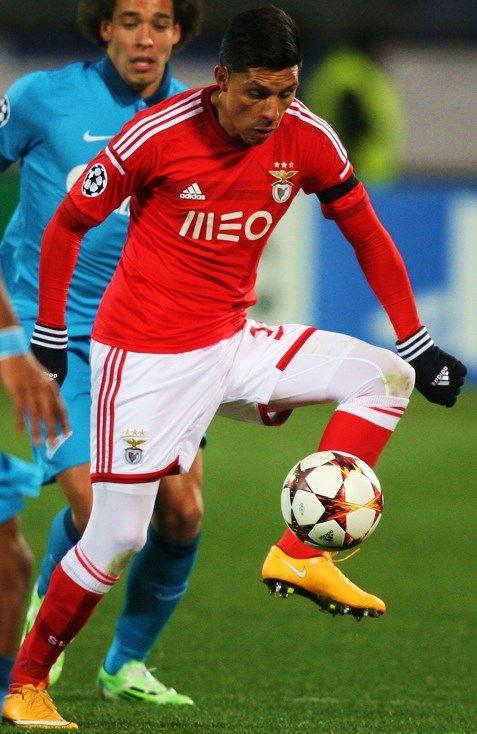
إنزو بيريز الفائز بالجائزة في 2014.

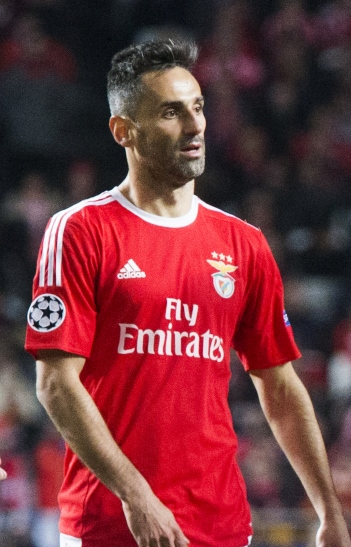
جوناس ثاني لاعب يفوز بالجائزة مرتين.

يبين الجدول التالي الفائزون والمعلومات الخاصة بهم، مثل البلد والنادي والمركز.
| الموسم  | الفائز           | البلد     | النادي          | المركز   | المصدر        | ملاحظات |
| ------- | ---------------- | --------- | --------------- | -------- | ------------- | ------- |
| 2005–06 | ريكاردو كواريسما | البرتغال  | بورتو           | جناح     | [ 2 ] [ 3 ]   |         |
| 2006–07 | سيماو سابروسا    | البرتغال  | بنفيكا          | جناح     | [ 4 ] [ 5 ]   |         |
| 2007–08 | ليساندرو لوبيز   | الأرجنتين | بورتو           | مهاجم    | [ 6 ] [ 7 ]   | [أ]     |
| 2008–09 | برونو ألفيش      | البرتغال  | بورتو           | قلب دفاع | [ 8 ] [ 9 ]   |         |
| 2009–10 | دافيد لويز       | البرازيل  | بنفيكا          | قلب دفاع | [ 10 ] [ 11 ] |         |
| 2010–11 | هالك             | البرازيل  | بورتو           | جناح     | [ 12 ]        |         |
| 2011–12 | هالك             | البرازيل  | بورتو           | جناح     | [ 13 ]        | [ب]     |
| 2012–13 | نيمانيا ماتيتش   | صربيا     | بنفيكا          | وسط      | [ 14 ]        | [ج]     |
| 2013–14 | إنزو بيريز       | الأرجنتين | بنفيكا          | وسط      | [ 15 ]        |         |
| 2014–15 | جوناس            | البرازيل  | بنفيكا          | مهاجم    | [ 16 ]        |         |
| 2015–16 | جوناس            | البرازيل  | بنفيكا          | مهاجم    |               |         |
| 2016–17 | بيزي             | البرتغال  | بنفيكا          | وسط      | [ 17 ]        |         |
| 2017–18 | برونو فيرنانديز  | البرتغال  | سبورتينغ لشبونة | وسط      | [ 18 ]        |         |
| 2018–19 | برونو فيرنانديز  | البرتغال  | سبورتينغ لشبونة | وسط      | [ 19 ]        |         |
| 2019–20 | خيسوس كورونا     | المكسيك   | بورتو           | جناح     | [ 20 ]        |         |

## الإحصائيات
الفائزون حسب البلد
| الترتيب | البلد     | عدد الفوز | سنوات الفوز                        |
| ------- | --------- | --------- | ---------------------------------- |
| 1       | البرتغال  | 6         | 2006، 2007، 2009، 2017، 2018، 2019 |
| 2       | البرازيل  | 5         | 2010، 2011، 2012، 2015، 2016       |
| 3       | الأرجنتين | 2         | 2008، 2014                         |
| 4       | صربيا     | 1         | 2013                               |
| 5       | المكسيك   | 1         | 2020                               |

الفائزون حسب النادي
| الترتيب | البلد           | عدد الفوز | سنوات الفوز                              |
| ------- | --------------- | --------- | ---------------------------------------- |
| 1       | بنفيكا          | 7         | 2007، 2010، 2013، 2014، 2015، 2016، 2017 |
| 2       | بورتو           | 6         | 2006، 2008، 2009، 2011، 2012، 2020       |
| 3       | سبورتينغ لشبونة | 2         | 2018، 2019                               |

## الملاحظات
أ. ^ أول لاعب غير برتغالي يفوز بالجائزة.
ب. ^ أول لاعب يفوز بالجائزة مرتين.
ج. ^ أول لاعب أوروبي غير برتغالي يفوز بالجائزة.

## وصلات خارجية
- The official website of LPFP نسخة محفوظة 2 سبتمبر 2013 على موقع واي باك مشين. (بالبرتغالية)
- The official website of CNID (بالبرتغالية)